# Actinote amida
Actinote amida är en fjärilsart som beskrevs av William Chapman Hewitson 1854. Actinote amida ingår i släktet Actinote och familjen praktfjärilar. Inga underarter finns listade i Catalogue of Life.